# 미오야촌
미오야촌(御祖村)은 이시카와현 가시마군에 설치되었던 촌이다. 현재의 나카노토정 남부에 해당한다.

## 역사
- 1889년 4월 1일 - 정촌제 시행에 의해 가시마군 미오야촌이 성립하였다.
- 1955년 1월 1일 - 구에촌, 다키오촌, 고시지정과 합병해 가시마정이 성립하였다.

## 교통

### 도로
- 2급국도 159호 나나미 가나자와선(현 국도 제159호선)